# Костадин Кобаков
Костадин Александров Кобаков е български инженер и политик от БСП. Народен представител от парламентарната група на Коалиция за България в XL Народно събрание.

## Биография
Костадин Кобаков е роден на 27 юни 1948 година в село Кремен, Неврокопско. На парламентарните избори в България през 2005 година е избран за народен представител от листата на Коалиция за България в 13-и многомандатен избирателен район Пазарджик. В правителството на Сергей Станишев е член на Комисията по транспорт и съобщения (2005 – 2009), член на Комисията по парламентарна етика (2005 – 2006) и заместник-председател на Комисията по парламентарна етика (2006 – 2009).
През декември 2008 година заявява, че депутатската пенсия трябва да стане над 1500 евро.